# Holt (Schleswig-Flensburgo)
Holt es un municipio situado en el distrito de Schleswig-Flensburgo, en el estado federado de Schleswig-Holstein (Alemania). Tiene una población estimada, a fines de enero de 2023, de 153 habitantes.
Forma parte de la mancomunidad de municipios (en alemán, amt) de Schafflund.
Está ubicado al norte del estado, muy cerca de la frontera con Dinamarca y a poca distancia al oeste de la ciudad de Flensburgo.